# Гумерово (Аургазинский район)
Гуме́рово (баш. Ғүмәр) — деревня в Аургазинском районе Республики Башкортостан Российской Федерации. Входит в состав Таштамакского сельсовета. Население на 1 января 2009 года составляло 92 человека.

## История
Основана на территории Стерлитамакского уезда как выселок жителями деревни Турсугали в начале XX века. Первоначально выселок именовался Янаул. В 1920-е годы деревня получила современное название (на русском языке — Гумерово, на башкирском языке — Ғүмәр).

## География
Относится к Таштамакскому сельсовету Аургазинского района Республики Башкортостан. Расположена на реке Турсагали на расстоянии 13 километров к юго-западу от районного центра, 43 километров к западу от ближайшей железнодорожной станции Белое Озеро и 2 километров от центра сельсовета.

### Географическое положение
Расстояние до:
- районного центра (Толбазы): 13 км,
- центра сельсовета (Таштамак): 2 км,
- ближайшей ж/д станции (Белое Озеро): 43 км.

## Население
| 1920 | 1939 | 1959 | 1989 |
| ---- | ---- | ---- | ---- |
| 171  | 116  | 100  | 109  |

| 2002 | 2009 | 2010 |
| ---- | ---- | ---- |
| 103  | ↘92  | ↘85  |

Согласно переписи 2002 года, преобладающая национальность — башкиры (98 %).

## Коды
Почтовый индекс 453495. ОКАТО 80205843002. ОКТМО 80605443106.